# Henrietta Ónodi
Henrietta Ónodi   (Békéscsaba, 22 de maig de 1974) és una gimnasta artística hongaresa retirada. Va competir als Jocs Olímpics de 1992 i 1996 i va guanyar una medalla d'or i plata el 1992. Després de retirar-se de la gimnàstica el 1997, es va traslladar als Estats Units, es va casar amb el pentatleta olímpic nord-americà Jimbo Haley i es va convertir en ciutadana nord-americana naturalitzada. El 2010 va ser inclosa al Saló de la Fama de la Gimnàstica Internacional.

## Carrera
Ónodi, també coneguda com a "Henni" a la comunitat de gimnàstica, va començar la gimnàstica el 1978 i va debutar internacionalment el 1986. Massa jove per classificar-se per als Jocs Olímpics de 1988, va debutar com a sènior el 1989 i va representar Hongria al Campionat del Món d'aquell any, on es va classificar 19a a la general i 5a a la final de la prova de barra d'equilibri.
Durant els anys següents, Ónodi es va consolidar com a candidata a medalla en esdeveniments importants. El 1989 es va convertir en la primera gimnasta hongaresa femenina a obtenir medalla al Campionat Europeu amb un or a les barres asimètriques; als europeus del 1990, es va classificar en la tercera posició en la general l'exercici de terra. El 1990, també va quedar tercera en els Goodwill Games i a la Final de la Copa del Món on va guanyar la prova de salt sobre cavall. Al Campionat Mundial de 1991, Ónodi va patir una lesió a l'esquena sobtada, però va aconseguir guanyar una medalla de plata al salt i va ajudar a la plantilla hongaresa a classificar-se per als Jocs Olímpics de 1992 amb un vuitè lloc a la final per equips.
L'any següent als Jocs Olímpics de Barcelona, Ónodi es va convertir en la primera gimnasta hongaresa femenina en més de 30 anys a guanyar una medalla d'or olímpica. Va empatar amb la romanesa Lavinia Miloșovici per l'or a la final de la prova de salt; en l'exercici de terra, interpretant "Rapsòdia Hongaresa" de Franz Liszt, va acabar segona per darrere de Miloşovici. El nivell de dificultat d'Ónodi al salt era realment més alt que el de Miloșovici (tots dos feien servir Yurchenkos amb una torsió completa, però Henrietta va fer un barani picat i Milosovici un agrupat). Ónodi també va realitzar el difícil triple gir a terra, llavors un moviment inusual (ningú més a la final de terra de Barcelona ho va fer).
Ónodi es va retirar després dels Jocs Olímpics de Barcelona per centrar-se en els seus estudis. Va tornar a competicions internacionals el 1995 als Jocs Mundials Universitaris i posteriorment va dirigir l'equip hongarès als Jocs Olímpics de 1996. Es va retirar de nou el 1997 després d'assistir als seus segons Jocs Universitaris.

## Habilitats i estil
Ónodi va fer moltes contribucions a la gimnàstica durant la seva carrera competitiva. Va ser lloada pel seu estil i capacitat únics en salt i terra. La seva rutina de barres asimètriques consistia en elements a la barra baixa en un moment en què la majoria de gimnastes feien els dos elements mínims a la barra baixa.

### Habilitats èponimes
| Aparell           | Nom   | Descripció                            | Dificultat | Notes |
| ----------------- | ----- | ------------------------------------- | ---------- | --- |
| Barra d'equilibri | Onodi | Salt de mig gir en un passeig frontal | D          | Tot i que rep el nom d'Ónodi, ja que va ser la primera a completar-ho en un Campionat del Món o en uns Jocs Olímpics, l'habilitat la va fer originalment el 1983 Olga Mostepanova; també es realitza a terra. |

## Postjubilació
El 2001, Ónodi es va llicenciar en màrqueting i va trobar feina a Miami, Florida, com a directora de relacions comunitàries de la World Olympians Association. Es va casar amb Jimbo Haley, un pentatleta nord-americà que també va competir als Jocs Olímpics del 1992 i es va convertir en una ciutadana nord-americana naturalitzada. El 2010 va ser inclosa al Saló de la Fama de la Gimnàstica Internacional.